# 台中市公車325路
台中市公車325路目前行駛自大肚車站到台中車站，由台中客運營運，沿途主要行駛於遊園南路、台灣大道、民權路。

## 歷史
本線原為公路客運6147，每日共6班車。
- 2012年1月1日：本線移撥為147路。
- 2013年2月1日：每日增班至16班。
- 2013年6月1日：原華山路段改行駛華南路－育英路－平和東路－沙田路二段，原「鞋美公司」站取消。 [1]
- 2014年7月28日：調整為BRT接駁公車藍11路（大肚火車站－嶺東科技大學）。
- 2015年5月1日：增停「安和協和北巷口」、「福科福雅路口」，並取消「福科福康路口」。[2]
- 2015年7月8日：配合優化公車專用道上路，藍11路恢復原147路（台中火車站－坪頂－大肚火車站）路段，並改號為325路。原台中榮總－嶺東科技大學之區間改為357路。[3]
- 2017年8月1日：調整發車時刻，由24班調整為30班。[4]。
- 2018年5月31日：往大肚車站方向取消停靠「臺中市政府」、「教師新村」、「秋紅谷（朝陽橋）」、「新光三越」及「朝馬（臺灣大道）」，改為停靠「市政府（專用道）」、「新光／遠百（專用道）」及「秋紅谷（專用道）」。
- 2018年6月1日：「臺灣大道文心路口」更名為「捷運市政府站（臺灣大道）」。
- 2019年1月1日：「臺中火車站」更名為「臺中車站（民族路口）」。
- 2021年1月15日：臺灣大道三段至四段改行駛為優化公車專用道，往臺中車站（民族路口）方向取消「朝馬（臺灣大道）」、「秋紅谷（朝陽橋）」、「教師新村」、「新光三越」及「臺中市政府」，改為停靠「秋紅谷（專用道）」、「新光／遠百（專用道）」及「市政府（專用道）」，來回方向取消停靠「中港澄清醫院」、「中港新城」、「統聯轉運站」及「福安里（臺灣大道）」，改為停靠「澄清醫院（專用道）」、「中港新城（專用道）」及「福安（專用道）」。[5]
- 2022年7月1日：「自強新城」更名為「自強新城（遊園路）」。[6]
- 2023年3月15日：「臺中車站(民族路口)」往台中車站方向取消停靠，終點站改為「第一廣場」。
- 2025年8月25日：路線號碼更名為360，並增加副線。端點由「第一廣場」改為「都會南街」，並新增 「福林福順路口」、「福科福雅路口」、「宏台別墅」、「麗景天地」、「福科國中」、「西屯玉門路口」、「國安（西屯路）」、「遊園北路寶莊」、「遊園北路都會皇家」、「圓圈彎土地公」、「都會南街」。

## 路線基本資料
單程行車里數約21.5公里，單程行車時間約65分鐘。往大肚車站共49站，往臺中車站51站。
往大肚車站自臺中車站起，沿建國路、民權路、臺灣大道 、遊園南路、華南路、育英路、平和東路、沙田路二段、華山路到大肚車站（華山路）。往臺中車站自大肚車站（華山路）起與去程相同，經臺中州廳後沿自由路、臺灣大道、建國路到臺中車站。

### 時刻表
- 時刻表僅供參考，請以臺中客運網站公告為準。
- 時刻表更新時間為2025年4月1日。

| 台中市公車325平/假日時刻表 | 台中市公車325平/假日時刻表 | 台中市公車325平/假日時刻表 | 台中市公車325平/假日時刻表 |
| -------------------------- | -------------------------- | -------------------------- | -------------------------- |
| 大肚車站（華山路）開時刻   | 大肚車站（華山路）開備註   | 臺中車站（民族路口）開時刻 | 臺中車站（民族路口）開備註 |
| 06:20                      | -                          | 07:50                      | -                          |
| 06:50                      | -                          | 08:10                      | -                          |
| 07:30                      | -                          | 08:50                      | -                          |
| 08:30                      | -                          | 09:50                      | -                          |
| 09:25                      | -                          | 10:45                      | -                          |
| 09:40                      | -                          | 11:05                      | -                          |
| 10:00                      | -                          | 11:20                      | -                          |
| 10:20                      | -                          | 11:40                      | -                          |
| 11:30                      | -                          | 12:50                      | -                          |
| 13:40                      | -                          | 15:00                      | -                          |
| 14:10                      | -                          | 15:35                      | -                          |
| 14:55                      | -                          | 16:15                      | -                          |
| 15:40                      | -                          | 17:15                      | -                          |
| 16:30                      | -                          | 18:05                      | -                          |
| 17:20                      | -                          | 19:05                      | -                          |
| 17:50                      | -                          | 19:30                      | -                          |
| 19:00                      | -                          | 20:20                      | -                          |
| 20:40                      | -                          | 22:00                      | -                          |

### 收費
- 依里程計費；刷電子票證10公里免費。
- 里程計費說明：
  - 基本里程：8公里。
  - 基本里程票價全票20元、半票11元。
  - 超過基本里程（8公里）計費方式：
    - 全票=[2.431 x 搭乘里程數x （1+5%營業稅）] （四捨五入）
    - 半票=[2.431 x 搭乘里程數x （1+5%營業稅）] x 50% （四捨五入）

  - 兒童、老人、身心障礙者及其陪伴者依規定半票收費。

### 停站
參見右側站牌及下方路線圖，藍色路段為行駛優化公車專用道。
- 路線圖更新時間為2024年3月6日。

## 圖片集

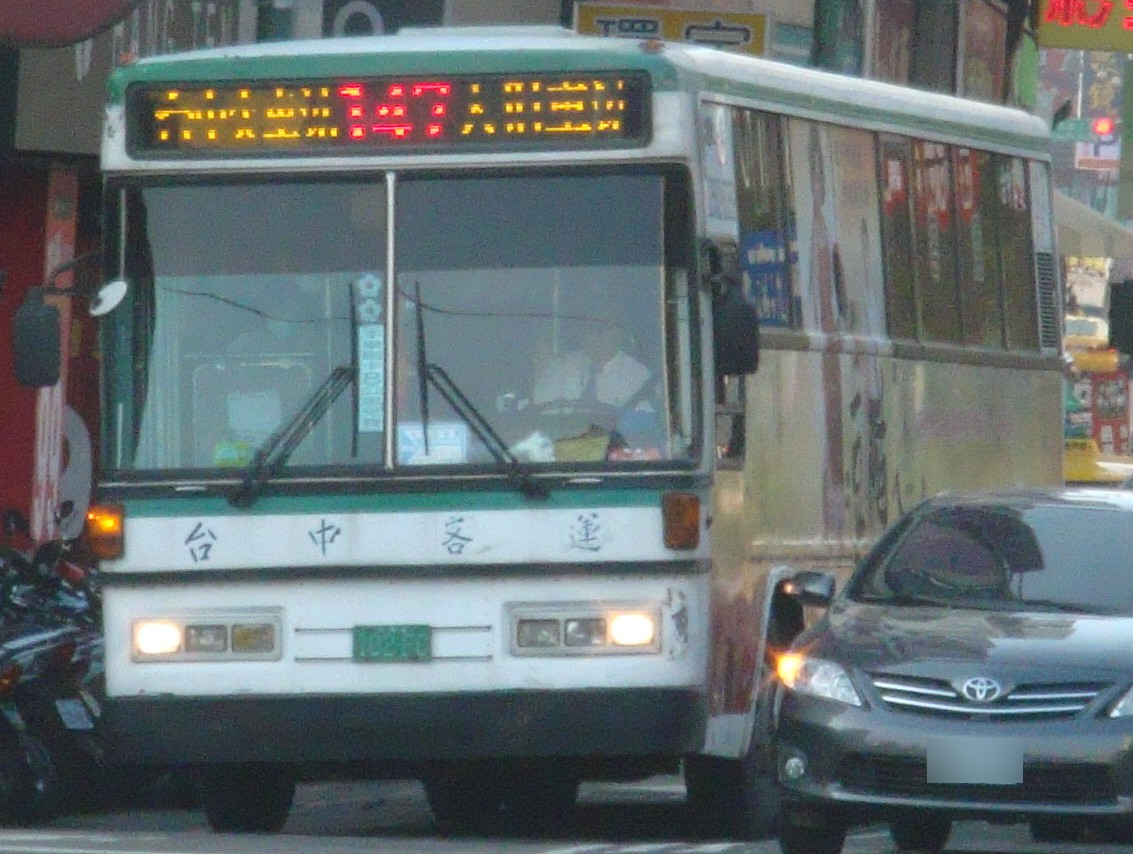
102-FC 改號前行駛於147路